# Georges J.F. Köhler
Georges Jean Franz Köhler, född 17 mars 1946 i München, Tyskland, död 1 mars 1995 i Freiburg im Breisgau, var en tysk biolog. Han tilldelades 1984, tillsammans med César Milstein och Niels Kaj Jerne, Nobelpriset i fysiologi eller medicin för sitt arbete med immunologi och monoklonala antikroppar. År 1984 tilldelades han Albert Lasker Basic Medical Research Award.

## Biografi
Kohlers far, Karl, var tysk, medan hans mor, Raymonde, tillhörde en fransk familj. Han gifte sig med Claudia Reintjes 1968. Hans första möte med Claudia inträffade när han gjorde universitetsstudier där Claudia var läkarassistent. Han arbetade inte bara hårt för att förfina antikroppar utan gav också sin tid till sin familj och hade ett extrajobb som taxichaufför för att försörja familjen. Mest av tiden han spenderade med sina barn kunde han köra en liten traktor på vägarna eller roa sig med rullskridskoåkning på gatan.

## Karriär och vetenskapligt arbete
I april 1974 påbörjade Köhler ett postdoktoralt forskarstipendium vid Laboratory of Molecular Biology i Cambridge, England, där han började arbeta med César Milstein för att utveckla ett laboratorieverktyg som kunde hjälpa dem att undersöka den mekanism som ligger till grund för mångfalden av antikroppar. Det var under detta arbete som de utformade sin hybridomteknik för produktion av antikroppar. Köhler fortsatte sitt samarbete om tekniken när han återvände till Basel Institute of Immunology i april 1974. Köhler stannade kvar på Baselinstitutet i ytterligare nio år, under vilken tid han fortsatte att undersöka antikropparnas mångfald och i början av 1980-talet började han arbeta med utvecklingen av transgena möss som ett verktyg för att förstå den mekanism som ligger till grund för självtolerans. År 1986 blev Köhler chef för Max Planck Institute of Immunobiology där han arbetade fram till sin död 1995. Han dog på grund av ett hjärtfel.

## Utmärkelser och hedersbetygelser
Asteroiden 11775 Köhler är uppkallad efter honom.
- Heinz Maier-Leibnitzpriset,  1978[7]
- Gairdner Foundation International Award,  1981
- Hedersdoktor vid Hasselts universitet,  28 maj 1983[8]
- Nobelpriset i fysiologi eller medicin, med  César Milstein och Niels K. Jerne,  1984[9][10]
- John Scott-medaljen,  1984[11]
- Albert Lasker Basic Medical Research Award,  1984[12]
- Carus-priset,  1985
- Maximiliansorden för konst och vetenskap,  1986
- Karl Landsteiner Memorial Award

[Redigera Wikidata]